# Carl Baptiste
Carl Baptiste (Pittstown, 31 dicembre 1990) è un ex cestista statunitense.

## Palmarès
- Campionato cipriota: 1

AEK Larnaca: 2014-15
- Campionato austriaco: 1

Kapfenberg Bulls: 2016-17
- Coppa d'Austria: 1

Kapfenberg Bulls: 2017